# 椎名軽穂
椎名 軽穂（しいな かるほ、1975年10月23日 - ）は、日本の漫画家。北海道苫前郡羽幌町出身、札幌市在住。血液型AB型。代表作は『CRAZY FOR YOU』、『君に届け』。

## 略歴
1975年10月23日、北海道苫前郡羽幌町で生まれる。北海道羽幌高等学校、北海道芸術デザイン専門学校卒業。
15歳のときから本格的な漫画の原稿を描き始め、1991年、『別冊マーガレット』（集英社）に掲載された「君からの卒業」でデビュー。以後、同誌での短期連載を中心に活動する。
2003年、『別冊マーガレット』で「CRAZY FOR YOU」の連載を開始。同作は2005年まで連載され、ヒロインが懸命に恋をする姿が読者の共感を集める。
2005年、『別冊マーガレット』で読切「君に届け」を発表し、翌2006年から「君に届け」の連載を開始する。高校生の純情な恋愛と友情を描いた同作は幅広い層から人気を集め、2009年にはアニメ化、2010年には実写映画化された。2011年にはアニメの第2期が放送されている。
2008年、『君に届け』で第32回講談社漫画賞少女部門を受賞。北海道出身者の受賞は2003年度の山下和美（小樽市出身）以来5年ぶり、少女部門では1985年の西尚美（三笠市出身）以来、実に23年ぶりの快挙であった。
制作環境をデジタルに変更し、2024年、『別冊マーガレット』で18年ぶりの新作として「突風とビート」の連載を開始。

## 人物
10代の女性の恋や友情を描いた作品を発表する。
自らを「不器用な性格」と分析し、台詞を書こうとしても「これでいいのかな」と考え込んでしまうことが多い。また、編集者が内容にOKを出しても、自分自身が納得しないと満足出来ず、打ち合わせの電話の時に悔し泣きしたこともあるという。『君に届け』の大ヒットに関しては、「何でこんな地味な作品が・・・」という不思議な気持ちも持っている。
既婚者であり、2009年3月号から9月号まで、出産のため『君に届け』の連載を休載した。同年、女児を出産。
好きな食べ物はコロッケ・桃・ギョーザ・鍋類。好きな色は赤。趣味はお笑いや野球観戦など。温泉が好きで、日帰り温泉に行く。「日専連札幌」（現ニッセンレンエスコート）CMマスコットキャラクターの「ニッセンレンジャー」が好き。母親は『ラブ★コン』ファンである。よく似ていると言われる芸能人として、大槻ケンヂやロンドンブーツ1号2号の田村淳などの名を挙げている。
尊敬している漫画家として、同じ北海道出身の山岸凉子を挙げている。好きな漫画は『7SEEDS』、『潔く柔く』、『よつばと!』、『舞姫テレプシコーラ』、『ガラスの仮面』。

### エピソード
地元北海道新聞の連載企画「北海道ひと紀行」（2010年9月23日付）で、山岸凉子・小畑友紀とともに、北海道出身の代表的な少女漫画家の一人として紹介された。

## 作品リスト

### 単行本
全てマーガレットコミックス（集英社）から刊行されている。
- アナログアパート（1996年8月24日発売[10]、ISBN 4-08-848546-7）
  - アナログアパート（『デラックスマーガレット』1996年5月号）
  - 90's-ナインティーズ-（『別マスペシャル』1995年夏の増刊号）
  - ロケット・ポケット（『ザ マーガレット』1996年4月号）
- オレンジアパート（1997年6月25日発売[11]、ISBN 4-08-848668-4）
  - オレンジアパート（『別マスペシャル』1996年夏の増刊号）
  - ベイビィ自転車（『別マスペシャル』1996年秋の増刊号）
  - 野良猫アパート（『デラックスマーガレット』1997年3月号）
- スタンド・バイ・ミー（1998年8月25日発売[12]、ISBN 4-08-848852-0）
  - スタンド・バイ・ミー（『ザ マーガレット』1998年1月号）
  - 僕にやさしく（『別マスペシャル』1998年春の増刊号）
  - スイッチON!（『別冊マーガレット』1997年9月号）
  - オリオン低空（『デラックスマーガレット』1997年1月号）
- 瓦落多プラネット（1999年1月25日発売[13]、ISBN 4-08-847018-4）
  - 瓦落多プラネット（『別マスペシャル』1998年夏の増刊号）
  - ホワイト･ホワイト
  - 朝焼けを散歩（『別マスペシャル』1996年お正月増刊号）
- いびつな星のかたち（1999年10月25日発売[14]、ISBN 4-08-847135-0）
  - いびつな星のかたち（『別マスペシャル』1999年初夏の増刊号）
  - もぉいーかい。
  - 青春ラプソディー
- 日が暮れても歩いてる（2001年2月23日発売[15]、ISBN 4-08-847345-0）
  - 日が暮れても歩いてる（『別冊マーガレット』2000年10月号）
  - 十五の春（『デラックスマーガレット』2000年5月号）
  - きみはきみ ぼくはぼく（『別マスペシャル』2000年夏の増刊号）
- さくら寮マーチ（2001年10月25日発売[16]、ISBN 4-08-847433-3、全1巻）
- 恋に落ちる（2002年4月25日発売[17]、ISBN 4-08-847500-3）
  - 恋に落ちる（『別マスペシャル』2002年お正月増刊号）
  - 最高の夏
  - 鐘が鳴る
- 明日はどっちだ（2002年9月25日発売[18]、ISBN 4-08-847553-4）
  - 明日はどっちだ（『デラックスマーガレット』2001年11月号）
  - たんぽぽの園（『別マスペシャル』2002年春恋増刊号）
  - 夜八時、天文台行き（『デラックスマーガレット』2001年1月号）
- 青いふたり（2003年8月25日発売[19]、ISBN 4-08-847661-1）
  - 青いふたり（『別冊マーガレット』2003年2月号）
  - 花とシーフ（『別冊マーガレット』2003年5月号）
  - 片恋ジュリエット（『デラックスマーガレット』2002年11月号）
- CRAZY FOR YOU（2003年 - 2005年、全6巻）
- 君に届け（2005年 - 2017年、全30巻）
- 君に届け 番外編〜運命の人〜（2018年 - 2022年、全3巻）
- 突風とビート（『別冊マーガレット』2024年4月号[8] - 、既刊2巻）

### 文庫本
全て集英社文庫から刊行されている。
- CRAZY FOR YOU（2013年、全3巻）
- 恋愛女子短編集 青いふたり（2015年1月16日発売[20]、ISBN 978-4-08-619543-0）
  - 青いふたり（『別冊マーガレット』2003年2月号）
  - 花とシーフ（『別冊マーガレット』2003年5月号）
  - 片恋ジュリエット（『デラックスマーガレット』2002年11月号）
  - 明日はどっちだ（『デラックスマーガレット』2001年11月号）
  - たんぽぽの園（『別マスペシャル』2002年春恋増刊号）
- 恋愛女子短編集Ⅱ 恋に落ちる（2015年7月17日発売[21]、ISBN 978-4-08-619543-0）
  - 恋に落ちる（『別マスペシャル』2002年お正月増刊号）
  - 鐘が鳴る（『別冊マーガレット』2000年1月号）
  - 日が暮れても歩いてる（『別冊マーガレット』2000年10月号）
  - 十五の春（『デラックスマーガレット』2000年5月号）
  - きみはきみ ぼくはぼく（『別マスペシャル』2000年夏の増刊号）
- 恋愛女子短編集Ⅲ ロケット・ポケット（2017年2月17日発売[22]、ISBN 978-4-08-619673-4）
  - ロケット・ポケット（『ザ マーガレット』1996年4月号）
  - 朝焼けを散歩（『別マスペシャル』1996年お正月増刊号）
  - いびつな星のかたち（『別マスペシャル』1999年初夏の増刊号）
  - 瓦落多プラネット（『別マスペシャル』1998年夏の増刊号）

### アンソロジー
- 東日本大震災チャリティー漫画本 PARTY! SORA[23][注 1]（2011年8月5日発売[24]、メディアパル、ISBN 978-4-89610-202-4）
  - 君に届け Ryu-side[25]（描きおろし）
- くらもち本 〜くらもちふさこ公式アンソロジーコミック〜（2018年1月25日発売[26]、ISBN 978-4-08-845887-8）
  - シゲちゃん（描きおろし）

### イラスト
- 集英社新版 学習まんが 日本の歴史（4）平安京と貴族の世（2016年10月28日発売[27]、監修:仁藤敦史、シナリオ:蛭海隆志、まんが:早川恵子、カバーイラスト:椎名軽穂、ISBN 978-4-08-239104-1）
- 君に届け イラストレーションズ high school days（2018年3月23日発売[28]、集英社、ISBN 978-4-08-792027-7）

### 単行本未収録作品
- 夏の幕開け（『デラックスマーガレット』1993年7月号）
- 最初の帰り道（『デラックスマーガレット』2005年11月号）
- 俺物語!!スペシャルトリビュート!![29][30]（『別冊マーガレット』2016年7月号）
- 君に届け[31]（『別冊マーガレット』2017年8月号別冊ふろく『BETSUMA SPIN-OFF』）
- 見たい・みたい[32]（『別冊マーガレット』2022年9月号）

### キャラクター原案
- セブン-イレブン・ジャパンオリジナルWebアニメ「レインボーファインダー」[注 2]（2021年1月3日[33][34] - 、監督：川又浩）

## 関連人物
- 木内ラムネ - 『月のお気に召すまま』1巻帯に推薦コメントを寄せている[35]。